# Louis Calaferte
Louis Calaferte (geboren 14. Juli 1928 in Turin; gestorben 2. Mai 1994 in Dijon) war ein französischer Schriftsteller italienischer Herkunft.

## Leben
Louis Calaferte wuchs in Lyon auf und wurde während des Krieges zunächst Fabrikarbeiter. Mit 19 Jahren ging er nach Paris, wo er sich als Schauspieler durchschlug. Joseph Kessel nahm sich seiner an und sorgte 1952 für die Veröffentlichung seines autobiografischen Romans Requiem des innocents; 1953 folgte Partage des vivants. 1956 zog er wieder in die Gegend von Lyon. Er wurde freier Schriftsteller und fand eine Arbeit beim lokalen Rundfunk, ab 1974 auch beim ORTF.
Seit 1984 wohnte er in Blaisy-Bas in der Gegend von Dijon, wo er 1994 im Alter von 65 Jahren starb. Seine Frau Guillemette gab weitere Schriften von ihm aus dem Nachlass heraus. Calaferte schrieb neben Romanen Theaterstücke, Gedichte und Essays. Sein Buch Septentrion (1963) wurde wegen Pornographie auf den Index gesetzt.
Jérôme de Missolz verfilmte 2000 Calafertes Alterswerk La Mécanique des femmes (1992).

## Werke (Auswahl)
- Requiem des innocents. 1952
  - Requiem für die Schuldlosen. Aus dem Französischen von Dieter Hornig. Zürich : Diaphanes, 2015
- Partage des vivants. 1953
- Septentrion. 1963
- No man's land. Gallimard, 1963
  - No Man's Land. Aus dem Französischen von Rudolf Wittkopf. Frankfurt a. M. Suhrkamp 1966
- Satori. Gallimard, 1968
- Rosa mystica. Gallimard, 1968
- Portrait de l'enfant. Denoël, 1969
- Hinterland. Denoël, 1971
- Limitrophe. Denoël, 1972
- La vie parallèle. Denoël, 1974
- Épisodes de la vie des mantes religieuses. Denoël, 1976
- Voyage stellaire. Denoël, 1977
- Campagnes. Denoël, 1979
- Tu as bien fait de venir, Paul. Stuttgart : Klett, 1983.
- Ébauche d'un autoportrait. Denoël, 1983
- Un riche, trois pauvres. Hesse, 1986
- L'Incarnation. Denoël, 1987
- Promenade dans un parc. 1987
- Memento mori. Gallimard, 1988
- Les sables du temps. Essay. Paris, Éditions Le tout pour le tout, 1988
- La Mécanique des femmes. Gallimard, 1992
- Droit de cité. Essay. Gallimard, 1992
- C'est la guerreGallimard, 1993
- L'homme vivant. Essay. Gallimard, 1994
- Perspectives. Essay. Hesse, 1995
- Le Monologue. Gallimard, 1996
- Droguerie du ciel. Hesse, 1996
- Art-Signal. Essay. Hesse, 1996
- Le sang violet de l'améthyste. Gallimard, 1998
- Maître Faust. Gallimard, 2000
- Suite villageoise. Hesse, 2000
- Les fontaines silencieuses. Gallimard, 2005
- Die letzte Ehre. Der Trichter. Gut, dass du gekommen bist, Paul. Aus dem Franz. von Frank G. Hirschmann. München : Desch, 1984

- 26 Hefte Carnets
- 12 Bände Lyrik
- 6-bändige Ausgabe der Theaterstücke